# Attidops
Genre
Attidops est un genre d'araignées aranéomorphes de la famille des Salticidae.

## Distribution
Les espèces de ce genre se rencontrent aux États-Unis, au Canada et au Mexique.

## Liste des espèces
Selon World Spider Catalog (version 18.0, 09/03/2017) :
- Attidops cinctipes (Banks, 1900)
- Attidops cutleri Edwards, 1999
- Attidops nickersoni Edwards, 1999
- Attidops youngi (Peckham & Peckham, 1888)

## Publication originale
- Banks, 1905 : Synopses of North American invertebrates. XX. Families and genera of Araneida.  The American Naturalist, vol. 39, p. 293-323 (texte intégral).